# Вільний список (партія)
Вільний список (нім. Freie Liste) — політична партія у Ліхтенштейні.
Дотримується лівоцентристської ідеології. Прихильники партії визначають себе як соціал-демократи і зелені.
Заснована у 1985 році, партія ставить своєю метою захист рівності статей і соціальної справедливості. Виступає за активну інтеграцію іноземців, поліпшення екології та вирішення транспортних проблем. Крім того, «Вільний список» є єдиною політичною партією князівства, яка виступає за введення повноцінної парламентської монархії.
На лютневих виборах 1993 року «Вільний список» вперше увійшов до Ландтагу. На виборах 2005 року партія завоювала у парламенті 3 мандати з 25. Але за підсумками виборів, що відбулися у 2009, зберегла лише одного депутата до ландтагу. За результатами виборів у 2013 році, партія має три місця у парламенті країни.
Партія «Вільний список» представлена також у шести з одинадцяти місцевих рад князівства.